# Літомоніторинг
Літомоніто́ринг (рос. литомониторинг, англ. lithomonitoring, нім. Lithomonitoring n) — організована з контрольною і прогнозно-діагностичною метою система заздалегідь спланованих у просторі і часі спостережень за змінами геологічного середовища і його компонентів, що повторюються і залежать від природних та антропогенних (техногенних) чинників.
Літомоніторинг — система спостережень і оцінки стану природного середовища та визначення його змін в результаті діяльності людини. Термін з'явився в 1972 р. на додаток до поняття «контроль». Розрізняють глобальний (біосферний), кліматичний, біологічний, екологічний, геологічний і ін. М. Геологічний аспект М. зводиться до комплексних спостережень в районах розробки родовищ корисних копалин, а також вивчення стану підземних вод в районах активної промислової діяльності. Для проведення таких досліджень використовується комплекс геохімічних, гідрогеологічних, геофізичних, дистанційних та інших методів.
В Україні такі заходи найважливіші і гостро необхідні в районах Криму і Карпат. Саме тому перший в країні науковий комплекс з літомоніторингу був створений в 1984 р. Міністерством геології СРСР в Нікітській розколині Криму. У його завдання входила організація спостережень за динамікою, умовами формування і дією підземних вод, стеження за зсувами, розробка заходів боротьби з руйнівною роботою моря і поверхневих водотоків в курортних районах півострова, аналіз сейсмічної обстановки з прогнозом землетрусів, критичних величин просідання (попередження провалів).
У США своєрідні екогеологічні спостереження ведуться за характером переміщень в зоні розлому Сан-Андреас, які дозволяють прогнозувати сейсмічні прояви. Для прилеглих до Південно-Східної Азії акваторій розробляються плани прогнозування землетрусів і народжених ними цунамі.
Одним з напрямків оцінки стану геологічного середовища є проведення спеціалізованого еколого-геологічного картування. Складання подібних карт передбачає характеристику геодинамічних властивостей природних комплексів, гідрогеологічну обстановку, визначення ландшафтно-геохімічних умов, відображення інших геоекологічних показників. Воно включає також картографічне моделювання техногенних факторів і розробку інженерної геокібернетики — регульованого контролю за станом геологічного середовища. Складовим елементом всіх таких побудов і обчислень є передбачення екологічного ризику для різних випадків використання геологічного середовища.